# 꼬마공주 유시
꼬마공주 유시(ぷちぷり*ユーシィ 쁘띠프리*유시[*])는 2002년 9월 30일부터 2003년 3월 24일까지 방영되었던 일본의 애니메이션이다.
대한민국에서는 2003년 6월 16일부터 2003년 8월 12일까지 재능TV에서 방영되었다.

## 개요
본 작품은 가이낙스의 게임 「프린세스 메이커」시리즈를 소재로 하는 중세 유럽풍의 세계를 무대로 한 환타지이다. 또, 가이낙스 작품의 상으로서 소녀를 위한 명작 애니메이션을 탈구축해 재구성한 작품이기도 하다.

## 등장인물

### 플라티나 프린세스 후보
유시
성우 : 야마모토 마리아 / 여민정
인간계의 플라티나 프린세스 후보. 밝고 누구라도 상냥한 성격. 「꿈꾸는 요정」 딸을 바탕으로 앞머리를 올렸기 때문에 아르크가 「마빡」이라고 별명을 붙였다.
그렌다 (글렌다)
성우 : 마츠오카 유키 / 안현서
마계의 플라티나 프린세스 후보. 자칭 「우아한 미모와 환상적인 마력」의 소유자. 실제로 육체 연령 10세라고는 생각되지 않는 발군의 스타일을 자랑한다. 특기가 없는(없어 보이는) 유시에 격렬하고 적개심을 가지지만 점차 좋은 라이벌이 되어 간다. 아버지를 떠나간 어머니를 그리워하고 있다.
코코루
성우 : 후쿠이 유카리 / 이주희
영계의 플라티나 프린세스 후보. 안경 쓴 아가씨. 조심스러운 성격은 있어도 존재감이 없기 때문에 눈치 채이지 않으면 자조하고 있다(그러나 실제로는 유시가 가는데 반드시 나타나는, 부자연스러울 정도로 신출귀몰인 이상한 소녀). 그림을 좋아하고 스스로를 그려진 것에 의해 그 가능성을 알아 작중의 중요한 포인트가 되었다.
에르미나
성우 : 카와스미 아야코 / 정윤정
천계의 플라티나 프린세스 후보. 성적 우수. 모두에 완벽을 요구하는 엄격한 아버지에게 자라 컴플렉스를 안는다. 감정을 겉으로 드러 내지 않는다.
베스
성우 : 오리카사 후미코 / 양정화
요정계의 플라티나 프린세스 후보. 과거에 동료에게 배신당했던 적이 있어 타인에게 마음을 열지 않는다.

### 집사
큐브
성우 : 사에키 토모 / 이영아
건버드의 집사. 유시에 항상 휘둘리고 있다. 마계에서 추방된 몸으로 글렌다와 가가에서는 배신자 취급한다.
가가
성우 : 이시이 코지 / 김광국
그렌다(글렌다)의 집사. 마계를 떨어져 인간을 시중들고 있는 큐브를 좋게 생각하지 않는다.
챠우
성우 : 마에다 치아키 / 양정화
코코루의 집사. 주인과는 정반대의 성격으로 칸사이 사투리를 쓰고 모습을 바꿀 수 있다.
바리쟝 (바리안)
성우 : 니시무라 토모히로 / 전태열
에르미나의 집사. 상냥한 로봇.
베르베르
성우 : 카네다 모모코 / 여민정
베스의 집사. 다른 집사들의 일은 주인을 보좌하는 일이지만 베르베르의 경우는 베스의 대화 상대가 메인이 되고 있다.

### 그 외의 등장인물
건버드
성우 : 호리우치 켄유 / 박만영
유시의 양아버지. 전 용사이며 전장에서 갓난아기의 유시를 주워 길러 지금 마왕에도 뒤떨어지지 않는 사랑에 눈먼 부모. 이터널 티아라(영원의 티아라)를 완성시킨 공적에 의해 귀족의 칭호를 얻고 있기 때문에 특별히 일하지 않아도 충분히 생활할 수 있다.
유시에서는 「파파(아빠)」라고 불리고 있다.
에르셀 여왕
성우 : 이노우에 키쿠코 / 양정화
인간계의 여왕. 프린세스 아카데미 교장이기도 하다. 건버드와는 일찍이 사랑하는 사이였지만 선왕에게 인정받지 못했다.
드라곤 (드래곤)
성우 : 야기 코세이 / 이채진
산 속의 호수에 사는 연로한 드래곤. 1000년은 살아 있다고 여겨진다.
아르크(알로)
성우 : 야마구치 타카유키 / 전태열
수수께끼의 청년 검사. 이터널 티아라(영원의 티아라)에 대해 조사하고 있다. 에르셀의 아들인 알로 왕자이다.
마왕
성우 : 우츠미 켄지 / 박만영
그렌다(글렌다)의 부친. 사랑에 눈먼 부모로 그렌다(글렌다)가 미워하고 혐오하고 있다.
그렌다(글렌다)에서는 「아버지」라고 불리고 있다.
영계왕
코코루의 부친. 분별없게 모습을 나타내지 않고 나와도 책이 공중에 뜨지 않아로 있는 만큼 밖에 안보인다.
코코루에게서는 「아버지님」이라고 불리고 있다.
천계왕
성우 : 카유미 이에마사 / 이채진
에르미나의 부친. 지극히 엄격하고 딸에게는 특히 완벽을 요구하고 있다.
에르미나에서는 「아버님」이라고 불리고 있다.
요정계왕
성우 : 야스하라 요시토 / 김광국
베스의 부친. 세계를 식마귀 디아보로스의 힘을 억제하기 위해 스스로의 신체를 큰 나무화하고 있다.
베스에서는 「아버지」라고 불리고 있다.
프레드릭
성우 : 히라타 히로아키 / 김광국
아르크를 모시는 근위 대장.
마가제렌트
성우 : 요코야마 치사 / 이영아
에르셀 여왕을 그늘로부터 조종하는 수수께끼의 마술사. 그 정체는 1000년전의 마법계의 플라티나 프린세스 후보. 스스로의 선택의 결과, 마법계를 괴멸시켜 친구였던 플라티나 프린세스 후보들까지도 잃은 과거를 가진다. 그 모습은 프린세스 메이커 1의 딸로 소리를 담당한 요코야마 치사는 게임판의 성우이기도 했다.

## 방영 에피소드 목록
1. 탄생! 플라티나 프린세스 후보
2. 라이벌 등장! 유시, 학교에 가다
3. 두근두근! 첫 아르바이트!
4. 큰일났다! 모코링을 찾아라!
5. 추억의... 머나먼 화원
6. 혹시? 갑작스런 만남!
7. 야옹? 마계는 고양이 천지!
8. 빛나줘! 내 안의 나!
9. 나타나다! 천계의 공주!
10. 운명? 재회의 도서관!
11. 내 마음울 전해줘! 인어의 동물!
12. 도전! 천계의 관문!
13. 걸렸다! 사랑의 마법!
14. 수수께끼의 인물? 요정계의 공주!
15. 꼬마공주의 새 과제!
16. 기다려줘! 유시가 결정할때까지!
17. 너무해! 요정계는 거짓말 투성이!
18. 위험! 발리잔을 살려라!
19. 주인님! 주인은 스터본 씨야!
20. 고백? 2명만의 무도회!
21. 전원집합! 마음을 잇는 노래소리!
22. 보여? 보이지 않아? 유령의 집에 가다!
23. 빛나라! 5개의 마음이여!
24. 졸업... 추억은 가슴속에!
25. 최후의 시련! 프린세스의 선택!
26. 언젠가 어른이 될 나에게

## 스태프
2002년 9월 30일부터 2003년 3월 24일까지 NHK BS2에서 방영되었다.
- 원작·캐릭터 원안 : 아카이 타카시미
- 감수 : 안노 히데아키
- 감독 : 오오츠카 마사히코
- 시리즈 구성 : 하나다 쥬키, 야마가 히로유키
- 캐릭터 디자인 : 타다노 카즈코
- 몬스터 디자인 : 마츠시타 히로미
- 미술감독 : 하리우 카츠후미
- 색채 설계 : 마츠야마 아이코
- 콤포지션 디렉터 : 아오키 타케시
- 편집 : 오오타케 야요이
- 음향감독 : 나카노 토오루
- 음악 : 나가오카 세이코우
- 프로듀서 : 세키도 유이치, 콘도 에이조, 이노우에 히로아키
- 애니메이션 제작 : GAINAX, AIC
- 기획 · 제작 : 쁘띠프리 위원회

### 우리말 제작
- 책임 프로듀서 : 김선영
- 번역 : 이근이
- CG : 박보영
- 타이틀 편집 : 이명필
- 편집 : 신현감
- 오디오 : 이현민
- 음악감독 : 한인호
- 음악 : 포앤씨미디어
- 녹음연출 : 정재익
- 기획 : JEI 재능방송

## 주제가

### 일본판
오프닝 테마 〈웃는 얼굴의 천사(えがおのてんさい〉
작사 : 모리 히로미 / 작곡 · 편곡 : 나가오카 세이코우 / 노래 : 쁘띠프리즈(야마모토 마리아, 마츠오카 유키, 후쿠이 유카리, 카와스미 아야코, 오리카사 후미코)
엔딩 테마 〈말할 수 없어서(言えないから)〉
작사 - 이시다 요코 / 작곡 : 오쿠이 마사미 / 편곡 : 나가오카 세이코우 / 노래 : 이시다 요코
삽입곡 〈친구에서 라이벌(ともだちでライバル)〉
작사 : 모리 히로미 / 작곡 · 편곡 : 나가오카 세이코우 / 노래 : 쁘띠프리즈(야마모토 마리아, 마츠오카 유키, 후쿠이 유카리, 카와스미 아야코, 오리카사 후미코)

### 국내판
오프닝 테마 〈미소의 천사〉
노래 : 차숙영 / 작사 : 한인호
엔딩 테마 〈말할 수 없어요〉
노래 : 양정화 / 작사 : 한인호
삽입곡 〈친구에서 라이벌〉
노래 : 여민정, 안현서, 김수진, 정윤정, 양정화